# Super Troopers
Super Troopers (Super maderos en España) es una película de 2001 dirigida por Jay Chandrasekhar, escrita y protagonizada por el grupo de comedia Broken Lizard (Jay Chandrasekhar, Kevin Heffernan, Steve Lemme, Paul Soter y Erik Stolhanske). 

## Sinopsis
Cinco policías del estado de Vermont, se dedican en cuerpo y alma a diario por su oficio a cargo de la autoridad, pero por desgracia, sus superiores nunca aprecian el esfuerzo que hacen estos agentes.
Esta situación les lleva a crear el pánico en las autopistas, dirigiendo el tráfico sin ningún sentido de modo que sirva como venganza para las personas que no valoran su trabajo.

## Elenco
Policías del Estado
- Jay Chandrasekhar como Arcot "Thorny" Ramathorn.
- Paul Soter como Jeff Foster.
- Steve Lemme como MacIntyre "Mac" Womack.
- Erik Stolhanske como Robert "Rabbit" Roto.
- Kevin Heffernan como Rodney "Rod" Farva.
- Brian Cox como Capitán John O'Hagan. Brian Cox interpreta al Capitán John O'Hagan.

Policía municipal

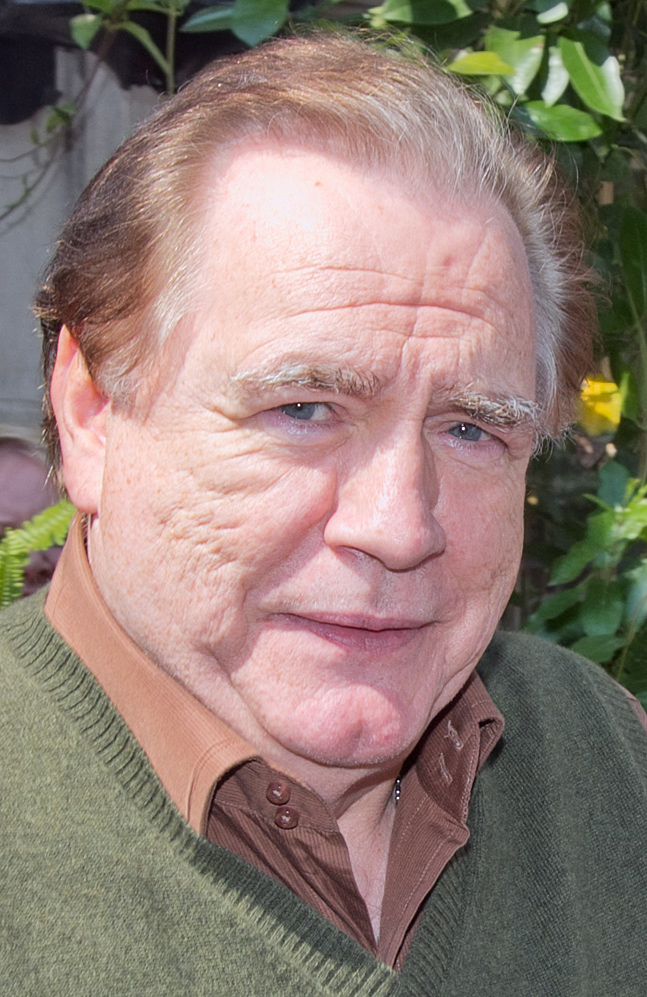
Brian Cox interpreta al Capitán John O'Hagan.

- Daniel von Bargen como Bruce Grady.
- Marisa Coughlan como Oficial Ursula Hanson.
- James Grace como Oficial Jim Rando.
- Michael Weaver como Oficial Samuel Smy.
- Dan Fey como Oficial Jack Burton.

Otro elenco
- Andre Vippolis como Chico universitario 1.
- Joey Kern como Chico universitario 2.
- Geoffrey Arend como Chico universitario 3.
- Amy de Lucia como Bobbi.
- Philippe Brenninkmeyer como Hombre alemán.
- Maria Tornberg como Mujer alemana.
- Jimmy Noonan como Frank Galikanokus.
- Jim Gaffigan como Larry Johnson.
- Blanchard Ryan como Casino La Fantastique Sally.
- Charlie Finn como Chico de Burger.
- Lynda Carter como Gobernador Jessman.
- Marisa Coughlan como Ursula.

## Localización del rodaje
El rodaje de Super Troopers, se realizó en las ciudades neoyorquinas de Fishkill, Newburgh, Wappingers Falls, Beacon, Poughkeepsie, Pleasantville y Briarcliff Manor.

## Presupuesto y recaudación
En total, Fox Searchlight Pictures pagó $3.25 millones por derechos de distribución por la película y recaudó $23,1 millones en la taquilla.